# Station Susteren
Station Susteren is het spoorwegstation van Susteren in de gemeente Echt-Susteren. In deze gemeente bevindt zich ook het station Echt. Het eerste stationsgebouw werd in  1862 geopend en was van het type SS 5e klasse. Er heeft een verbouwing plaatsgevonden waarbij het gebouw werd uitgebreid. Het stationsgebouw werd in 1975 gesloopt en in 1976 vervangen door het standaardtype sextant.
Alhoewel het station tegenwoordig over slechts twee sporen met een zijperron beschikt is aan de brede gedeeltelijk niet meer gebruikte bovenleidingportalen en het braakliggende terrein ten oosten van het station te zien dat er vroeger veel meer sporen hebben gelegen die gebruikt werden door goederentreinen. 
Op het station zijn kaartautomaten aanwezig. Verder zijn er een fietsenstalling, fietskluizen en parkeerplaatsen voor auto’s bij het station te vinden. Het stationsgebouw is in 2020 in gebruik als bloemenwinkel. 

## Treinverbindingen
De volgende treinserie halteert in de dienstregeling 2025 te Susteren:
| Serie       | Treinsoort         | Route                                                            | Bijzonderheden |
| ----------- | ------------------ | ---------------------------------------------------------------- | -------------- |
| 32400 RS 12 | Stoptrein (Arriva) | Maastricht Randwyck – Maastricht – Sittard – Susteren – Roermond |                |

Na middernacht rijdt de laatste trein richting Maastricht Randwyck niet verder dan Sittard.

## Busverbindingen
- Lijn 35: Sittard - Nieuwstadt - Susteren - Dieteren - Roosteren - Maaseik

## Afbeeldingen

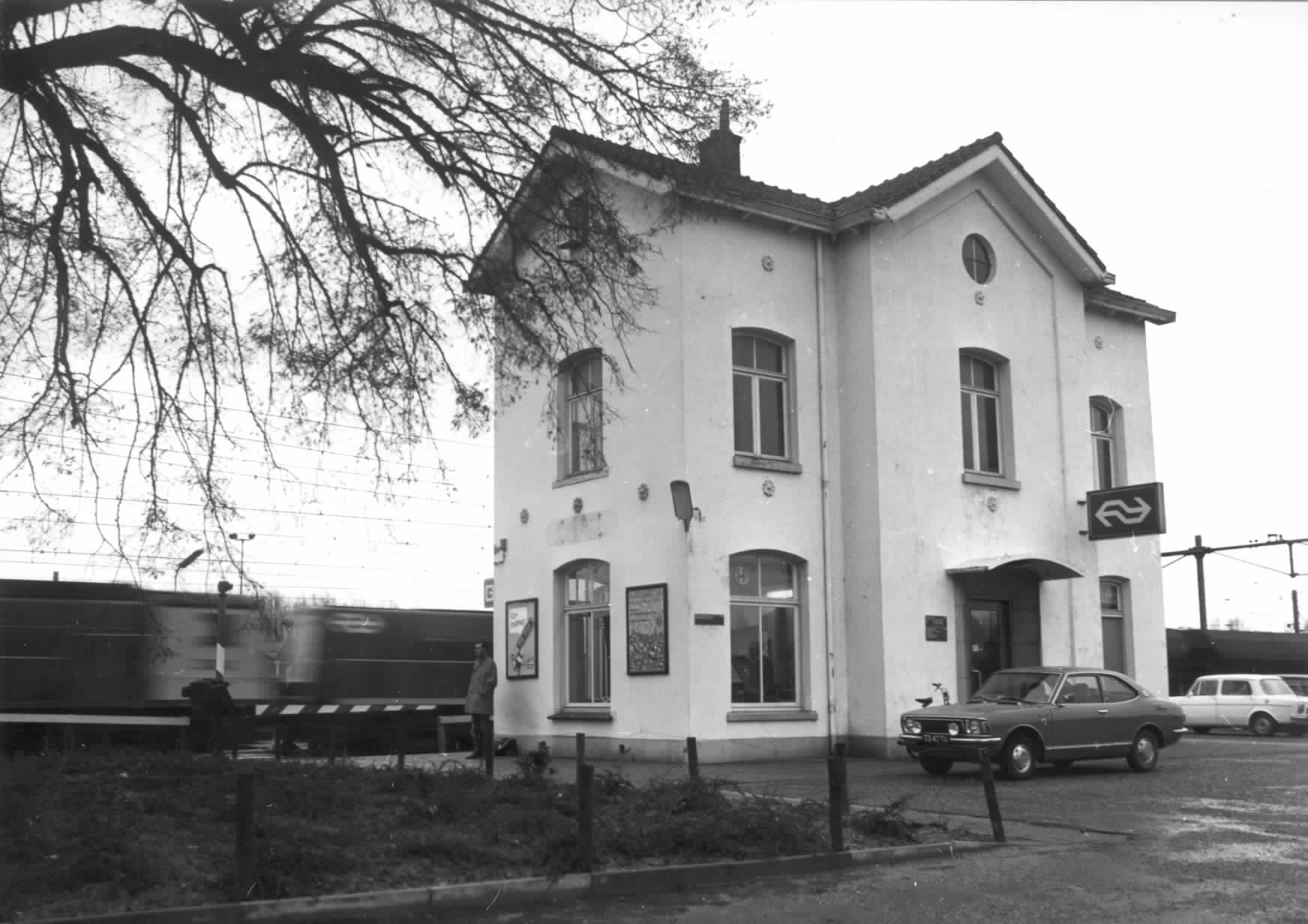
Inmiddels gesloopt stationsgebouw (1975)
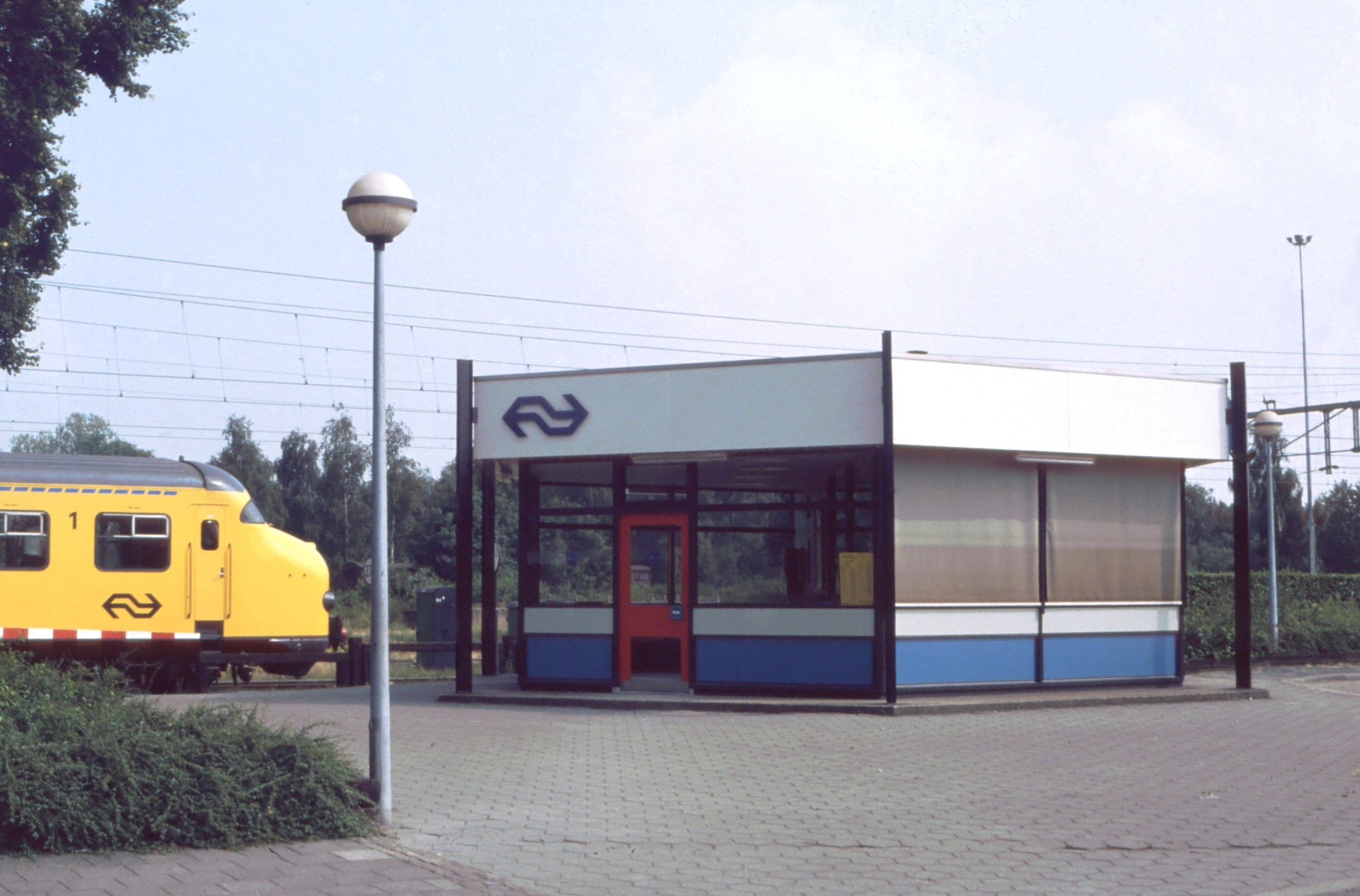
Station in 1991
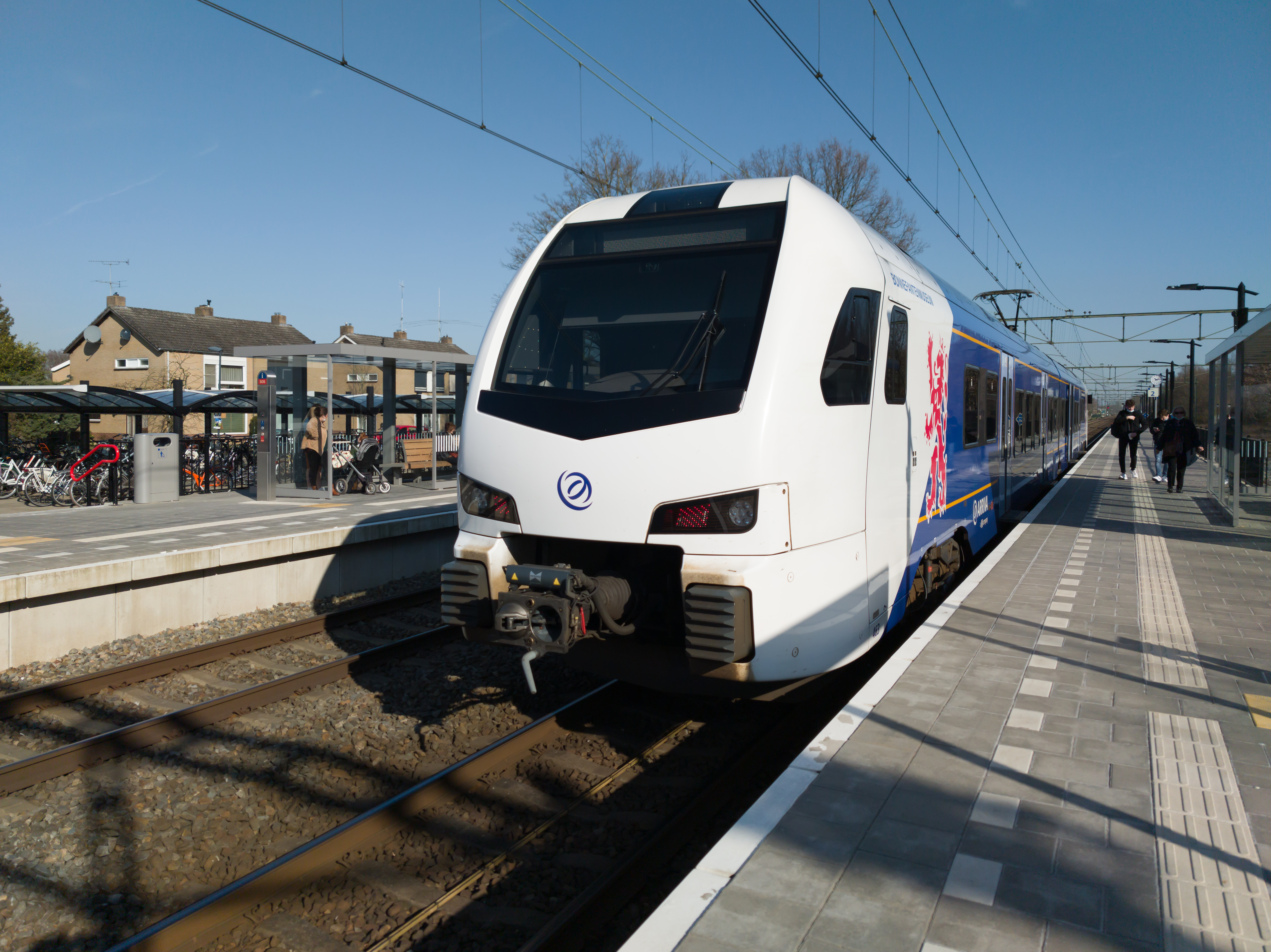
Arriva FLIRT op het station
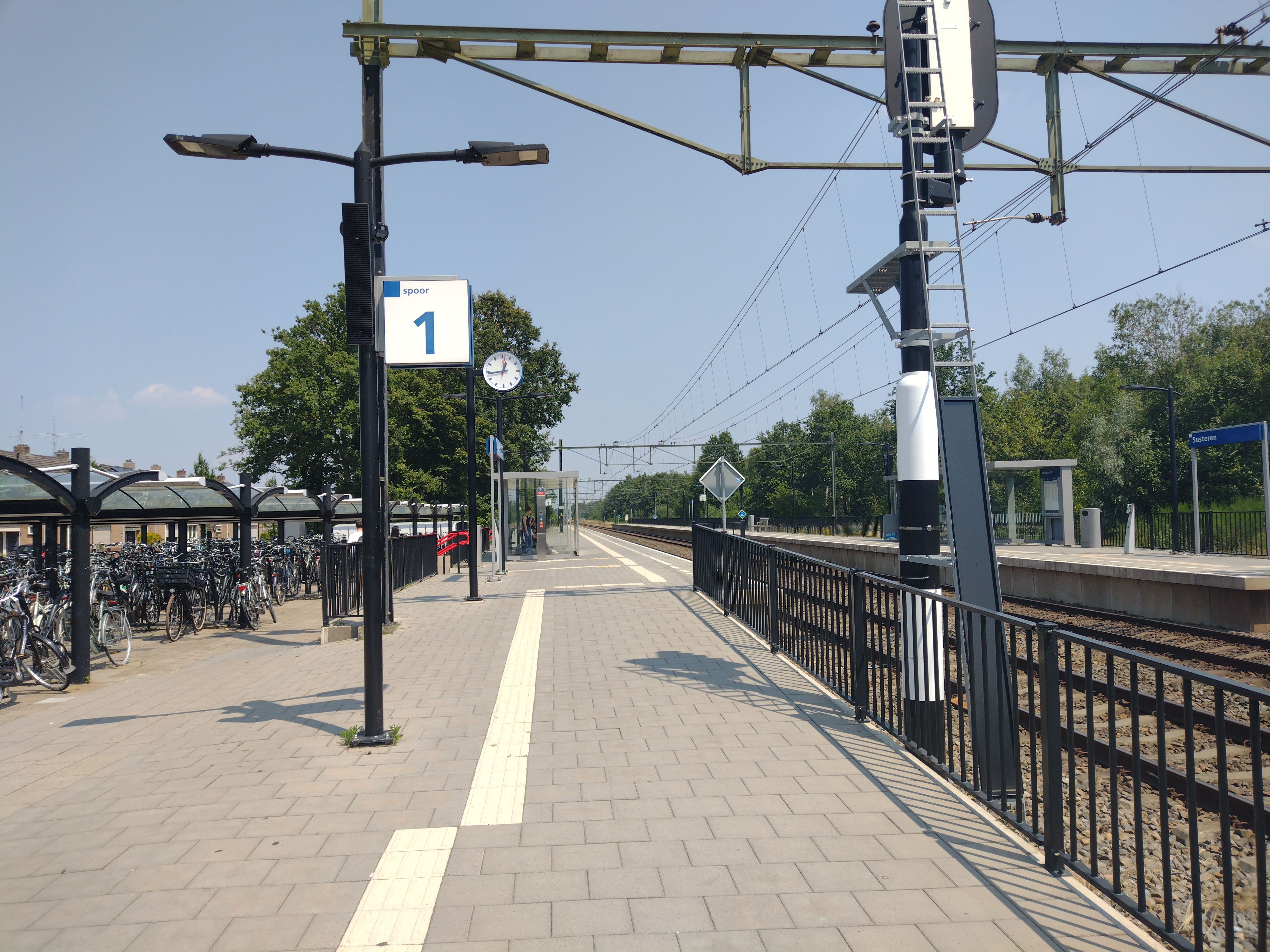
Perrons

Beek-Elsloo ·
Blerick · 
Bunde · 
Chevremont · 
Echt ·
Eijsden ·
Eygelshoven ·
-Markt · 
Geleen:
-Lutterade · 
-Oost · 
Heerlen ·
-Woonboulevard ·
Hoensbroek · 
Horst-Sevenum · 
Houthem-Sint Gerlach · 
Kerkrade Centrum ·
Klimmen-Ransdaal · 
Landgraaf · 
Maastricht ·
-Noord · 
-Randwyck · 
Meerssen ·
Mook-Molenhoek ·
Nuth · 
Reuver · 
Roermond ·
Schin op Geul · 
Schinnen · 
Sittard · 
Spaubeek · 
Susteren · 
Swalmen · 
Tegelen · 
Valkenburg · 
Venlo · 
Venray ·
Voerendaal · 
Weert
Voormalige stations: zie de lijst van voormalige spoorwegstations in Limburg (Nederland)